# Tabanus exagens
Tabanus exagens är en tvåvingeart som beskrevs av Walker 1864. Tabanus exagens ingår i släktet Tabanus och familjen bromsar. Inga underarter finns listade i Catalogue of Life.